# Leonel Fernández

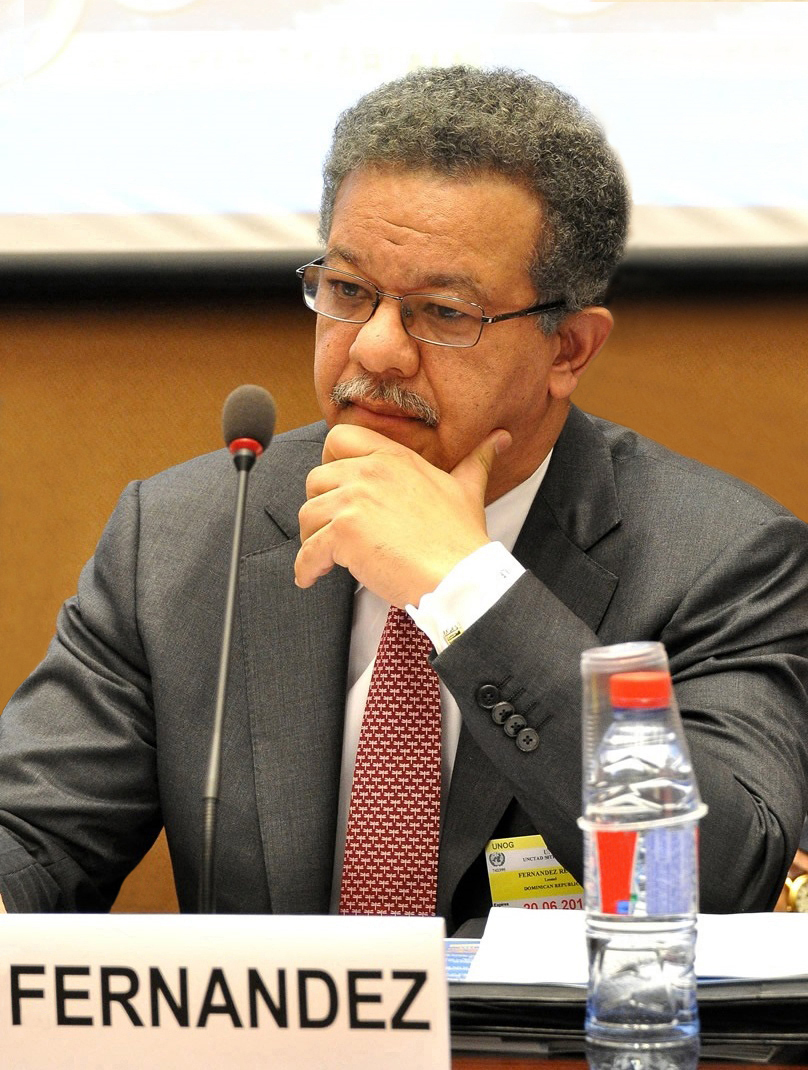
Leonel Fernández (2014 an der UNCTAD-Konferenz in Genf)

Leonel Antonio Fernández Reyna (* 26. Dezember 1953 in Santo Domingo) ist ein dominikanischer Jurist und Politiker (Fuerza del Pueblo) und war von 1996 bis 2000 und 2004 bis 2012 Staatspräsident der Dominikanischen Republik. Er galt als ein enger Mitarbeiter von Juan Bosch. Fernández war zudem von 2001 bis 2019 Präsident des Partido de la Liberación Dominicana (PLD) und von 2016 bis 2020 Präsident der EU-LAC-Stiftung.

## Leben

### Herkunft und frühe Laufbahn
Fernández wurde als Sohn von José Antonio Fernández Collado und Yolanda Reyna Romero geboren. Als Kind wanderte er mit seinen Eltern nach New York aus, wo er die Elementarschule und später auch eine höhere Schule absolvierte.
Nach seiner Rückkehr in die Dominikanische Republik trug er sich in die Aufnahmeliste der Autonomen Universität Santo Domingo (UASD) ein. In dieser Zeit sollte er auch seinen späteren Führer und Mentor Juan Bosch kennenlernen, mit dem er 1973, zusammen mit anderen Politikern, den liberalen Partido de la Liberación Dominicana (PLD) gründete. Bosch hatte den sozialdemokratischen Partido Revolucionario Dominicano (PRD) nach Auseinandersetzungen mit José Francisco Peña Gómez verlassen. 1978 schloss Fernández sein Studium der Rechtswissenschaften als Jahrgangsbester ab. Als Hochschullehrer (Professor an der UASD und an der Facultad Latinoamericana de Ciencias Sociales) war er in den Gebieten Kommunikationssoziologie, Presserecht und Internationale Beziehungen tätig.
Später schrieb er einige Bücher (Los Estados Unidos en el Caribe: De la Guerra Fría al Plan Reagan; Raíces de un Poder Usurpado) und arbeitete bei mehreren in- und ausländischen Zeitungen in den Bereichen Kommunikation, Kultur, Geschichte und Gesetz.

### Präsident der Dominikanischen Republik

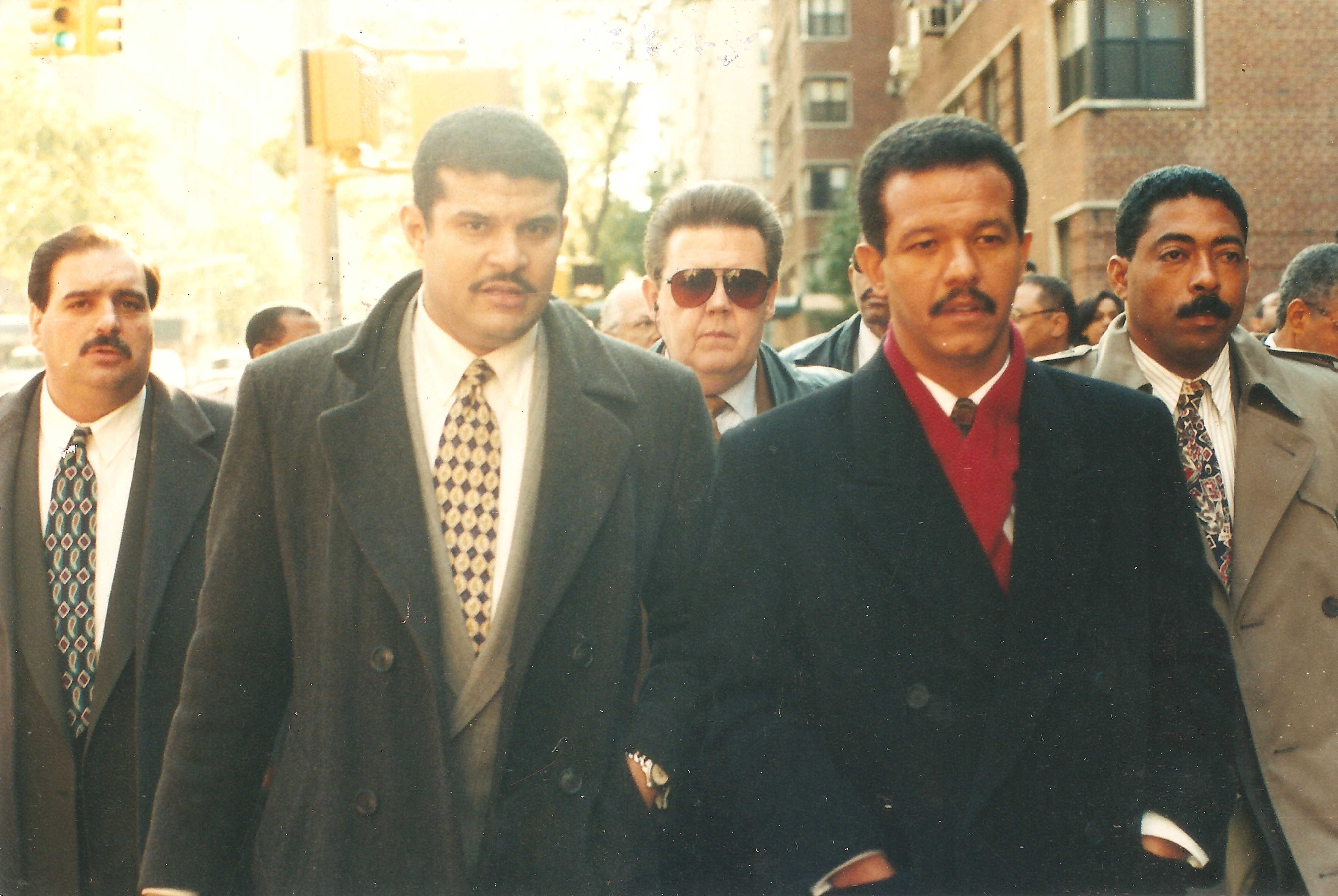
Leonel Fernández (1996)

1985 und 1990 wurde er zum Mitglied des Zentralkomitees bzw. Politischen Komitees des PLD gewählt. Sein persönlicher Einsatz führte dazu, dass er 1994 als Kandidat zur Vizepräsidentschaft nominiert wurde. Der militante Kern des PLD gewann 1996 jedoch überlegen eine Kampfabstimmung, die Fernández zum offiziellen Präsidentschaftskandidaten des PLD ernannte. Fernández gewann 1996 die Wahl im zweiten Wahlgang gegen José Francisco Peña Gómez dank der Unterstützung des Partido Revolucionario Social Cristiano (PRSC) von Joaquín Balaguer und wurde somit zu einem der jüngsten Staatsoberhäupter Lateinamerikas. Durch seine dynamische und aggressive Außenpolitik rettete er sein Land aus der seit der Trujillo-Diktatur andauernden Isolation. 1999 und 2000 besuchte er als erstes Staatsoberhaupt der Dominikanischen Republik nach der Trujillo-Diktatur Länder wie Frankreich, Italien und Japan.
In der Präsidentschaftswahl 2000 konnte er wegen des verfassungsmäßigen Verbots der unmittelbaren Wiederwahl nicht als Kandidat antreten; gewählt wurde der Kandidat des sozialdemokratischen Partido Revolucionario Dominicano (PRD), Hipólito Mejía. Leonel, wie ihn das dominikanische Volk kurz nennt, konzentrierte sich in den weiteren Jahren auf die Entwicklung der Dominikanischen Republik und Lateinamerikas. Er förderte als Präsident die Grundlagen der Demokratie, die Qualität der nationalen Debatte und die Ausbildung von Arbeitern. 2001 wurde er, fast einstimmig, zum Präsidenten des PLD gewählt.
Da der regierende PRD 2003 angesichts der anfänglich hohen Zustimmungsraten Mejías in der Hoffnung auf seine Wiederwahl die Aufhebung des Verbots der unmittelbaren Wiederwahl durchgebracht hatte, konnte Fernández nach Ablauf der Amtszeit erneut kandidieren, wurde bei der Präsidentschaftswahl 2008 gegen Hipólito Mejía wiedergewählt und konnte somit eine dritte Amtszeit antreten.
Außenpolitisch wurden unter Fernández die Beziehungen zu weiteren Staaten als den traditionellen Handelspartnern USA und Spanien ausgebaut. Unter ihm entwickelte die Dominikanische Republik sowohl gute Beziehungen zur US-Regierung als auch zu linken Regierungen wie in Venezuela und unterschrieb das Petrocaribe-Abkommen. Wirtschaftspolitisch setzte er in seiner ersten Amtszeit vor allem auf größere technologische Projekte wie insbesondere einen U-Bahn-Bau für 710 Millionen US-Dollar. Kontrovers wurde einerseits diskutiert, dass er auf Publicity ausgerichtete Projekte setze, während angesichts der Armut im Land für das Volk andere Investitionen vorteilhafter wären, andererseits wurde dies als technischer Fortschritt gelobt. Es wurden während seiner Amtszeit größere Wachstumsraten erreicht, allerdings existierten unter anderem starke Probleme im Bereich der Arbeitslosigkeit (15-%-Quote).

### Erfolglose Präsidentschaftskandidaturen 2020 und 2024
Zur Präsidentschaftswahl am 17. Mai 2020 wollte Fernández wieder als Kandidat des PLD antreten, überwarf sich aber mit dem amtierenden Präsidenten und Parteifreund Danilo Medina, der entsprechend der aktuellen Verfassung nach zwei Amtsperioden nicht mehr kandidieren durfte. Bei den parteiinternen Vorwahlen des PLD im Oktober 2019 unterlag Fernández knapp dem von Medina unterstützten bisherigen Minister für öffentliche Bauvorhaben und Kommunikation, Gonzalo Castillo, was von Fernández als Betrug bezeichnet wurde. Er verließ seine Partei daraufhin im Streit und fusionierte mit der Kleinpartei Partido de los Trabajadores Dominicanos (Dominikanische Arbeiterpartei) zur neuen Partei La Fuerza del Pueblo, deren Kandidat er für die wegen der COVID-19-Pandemie auf den 5. Juli 2020 verschobene Präsidentschaftswahl war. Dort landete er jedoch abgeschlagen lediglich auf dem dritten Platz hinter Luis Abinader und Gonzago Castillo. Die mit dem Partido Reformista Social Cristiano in einer Wahlallianz verbundene Fuerza del Pueblo, zu der mehrere bisherige PLD-Mitglieder übergetreten waren, errang in den gleichzeitig stattfindenden Parlamentswahlen mit 4,2 % (Abgeordnetenkammer) bzw. 3,63 % Stimmenanteil (Senat) 15 der 190 Abgeordnetensitze und 5 der 32 Senatorensitze, zu denen nach den Wahlen 3 weitere Überläufer aus dem PLD kamen.
Bei der Präsidentschaftswahl am 19. Mai 2024 trat Fernández noch einmal an. Mit 28,8 % der Stimmen wurde er Zweiter hinter Luis Abinader, der wiederum die Wahl gewann.